# Bhikshu Parshva
Cet article concerne le maitre d'Ashvaghosha, patriarche du zen. Pour le 23e tirthankara jaïn, voir Parshvanatha.
Parshva (en sanskrit : Pārśva), ou Bhikshu Parshva, est un moine indien du Ier ou IIe siècle, disciple de Bouddhamitra, considéré par la tradition du bouddhisme zen comme son dixième patriarche.

## Noms
Bhikshu signifie moine. Le nom de Parshva vient d'un mot sanskrit signifiant « flanc, côté » (devanagari पार्श्व ; IAST pārśva).
En chinois et en japonais, Parshva est traditionnellement désigné au choix,
- soit par la traduction 脅, Xié, « côté », d'où la formule 脅尊, « révérend Xié » avec un suffixe équivalent au sanskrit arya[2] ;
- soit par la transcription approximative en chinois : 婆栗濕婆, pinyin : Pólìshīpó, prononcé Barishiba en japonais.

On trouve aujourd'hui en chinois simplifié : 胁尊者, chinois traditionnel : 脅尊者, pinyin : Xié zūn zhě, litt. « sa sainteté Xié ».
L'équivalent en japonais serait Koke Zonsho.

## Biographie
Parshva aurait vécu autour de 100 apr. J.-C..
Il est originaire d'Inde centrale.
Il n'est ordonné moine qu'à un âge avancé.
On raconte qu'il ne dormait jamais.
Devenu un moine célèbre et respecté, il est connu pour avoir persuadé l'empereur kouchan Kanishka de réunir le quatrième concile bouddhiste[réf. souhaitée][Passage contradictoire avec l'article Quatrième concile bouddhiste].
Selon la tradition, c'est son disciple Punyayashas, le 11e patriarche, qui est son successeur direct dans la lignée des patriarches du chán ou zen.
Toutefois Ashvaghosha, le 12e patriarche, qui est l'un des plus grands auteurs bouddhistes, est également un disciple direct de Parshva[réf. souhaitée].